# Spartak-2 Moskwa (piłka nożna)
Spartak-2 Moskwa (ros. «Спартак-2» Москва) – druga drużyna piłkarzy rosyjskiego klubu Spartak Moskwa.

## Historia
Drużyna występowała pod nazwami:
- 1936—1944: Spartak-2 Moskwa (ros. «Спартак-2» Москва)
- 1945—1997: Spartak-d Moskwa (ros. «Спартак-д» Москва)
- 1998—2001: Spartak-2 Moskwa (ros. «Спартак-2» Москва)
- 2013—....: Spartak-2 Moskwa (ros. «Спартак-2» Москва)

Druga drużyna piłkarska Spartaka Moskwa została założona w 1936.
W latach 1937—1939 uczestniczyła w rozgrywkach Pucharu ZSRR.
W latach 1945—1991 jako Spartak-d Moskwa występowała w turnieju drużyn rezerwowych Mistrzostw ZSRR.
W Mistrzostwach Rosji zespół startował w Drugiej Lidze, strefie 3, w której występował do 1993. Potem, do 1997, występował w Trzeciej Lidze, strefie 3.
W 2001 przekształcony w drużynę młodzieżową (U-21) grającą w turnieju dublerów RFPL.
W 2013 roku władze Spartaka postanowiły reaktywować Spartak-2 z zachowaniem drużyny młodzieżowej.